# Astragalus indistinctus
Astragalus indistinctus es una especie de planta del género Astragalus, de la familia de las leguminosas, orden Fabales.

## Distribución
Astragalus indistinctus se distribuye por Irán.

## Taxonomía
Fue descrita científicamente por D. Podl. & A. R. Maassoumi. Fue publicada en Bot. Jahrb. Syst. 109(2): 269 (1987).